# Flora Oxoniensis
Flora Oxoniensis (abreviado Fl. Oxon.) es un libro con ilustraciones y descripciones botánicas que fue escrito por el botánico inglés John Sibthorp y publicado en Oxford en el año 1794, donde realiza un estudio de la flora de la región de Oxford.